# Campina Verde
Campina Verde is een gemeente in de Braziliaanse deelstaat Minas Gerais. De gemeente telt 19.201 inwoners (schatting 2009).
De plaats ligt aan de rivier de Verde.

## Aangrenzende gemeenten
De gemeente grenst aan Gurinhatã, Itapagipe, Ituiutaba, Iturama, Prata, Santa Vitória, São Francisco de Sales en União de Minas.

## Verkeer en vervoer
De plaats ligt aan de wegen BR-154, BR-364 en BR-497.